# Taeniotriccus andrei
Taeniotriccus andrei là một loài chim trong họ Tyrannidae.